# دانی ملو
دانی ملو (انگلیسی: Dani Mallo؛ زادهٔ ۲۵ ژانویهٔ ۱۹۷۹) بازیکن فوتبال اهل اسپانیا است.
از باشگاه‌هایی که در آن بازی کرده‌است می‌توان به باشگاه فوتبال لوگو، باشگاه فوتبال ژیرونا، باشگاه فوتبال آلباسته بالومپیه، باشگاه فوتبال الچه، باشگاه فوتبال دپورتیوو لاکرونیا، باشگاه فوتبال فالکیرک، و باشگاه ورزشی براگا اشاره کرد.
وی همچنین در تیم‌های ملی فوتبال زیر ۱۸ سال اسپانیا، زیر ۲۱ سال اسپانیا، و Galicia national football team بازی کرده‌است.